# Hexatoma sublunigera
Hexatoma sublunigera är en tvåvingeart som beskrevs av Alexander 1937. Hexatoma sublunigera ingår i släktet Hexatoma och familjen småharkrankar. Inga underarter finns listade i Catalogue of Life.